# M. A. Kharafi & Sons
M. A. Kharafi & Sons (Mohamed Abdulmohsin Al Kharafi and Sons Company) ist ein kuwaitisches weltweit agierendes Unternehmen mit Firmensitz in Kuwait.
Gegründet wurde das Unternehmen 1956. M. A. Kharafi & Sons ist als Mischkonzern tätig, unter anderem in der Medienbranche, im Bausektor, im Immobilienmarkt, in der Telekommunikationsbranche, als Restaurantbetreiber und in der Touristikbranche. Der Unternehmensgründer war auch Mitbegründer der National Bank of Kuwait (NBK).
Das Forbes Magazine setzte seinen Sohn Nasser Al-Kharafi, den damaligen Hauptanteilseigner, mit einem geschätzten Vermögen von 10.4 Milliarden $ im Jahr 2011 auf Platz 77 einer Liste der reichsten Männer der Welt.
Nasser Al-Kharafi starb im April 2011 in Kairo. Sein Sohn Fawzi Al-Kharafi folgte ihm nach.